# お遊さま
お遊さま（おゆうさま）は、1951年に公開された日本映画。配給は大映。95分、モノクロ、スタンダードサイズ、映倫番号:444。
原作は1932年の谷崎潤一郎の小説『芦刈』。慎之介は伯母が持ち込む縁談を受ける中で、姉妹であるお静とお遊を見合い相手と見間違ったことから、微妙な三角関係を引きずったまま結婚生活を送ることになる。カラー化された映画も存在する。

## スタッフ
- 監督：溝口健二
- 脚本：依田義賢
- 原作：谷崎潤一郎 「芦刈」
- 撮影：宮川一夫
- 録音：大谷巌
- 美術：水谷浩
- 音楽：早坂文雄
- 照明：岡本健一
- 特殊撮影：松村禎三
- 編集：宮田味津三
- 製作主任：橋本正嗣
- 装置：林米松
- 装飾：中島小三郎
- 背景：太田多三郎
- 美粧：福山善也
- 結髪：花井りつ、木村芳子
- 衣裳：吉實シマ
- 記録：木村恵美
- スチール：齊藤勘一
- 助監督：井田探
- 撮影助手：青柳壽博
- 録音助手：倉島暢
- 照明助手：多田義孝
- 美術助手：内藤昭
- 移動効果：山根正一
- 園芸：中岡芳三郎
- 演技事務：中村元次郎
- 進行：小澤宏
- 衣裳考証：甲斐庄楠音
- 振付：楳義部陸平
- 元曲：藤原正吟
- 謡曲指導：小寺金七
- 茶道指導：井口海仙

## キャスト
- お遊さま： 田中絹代 (松竹)
- お静：乙羽信子
- 慎之助：堀雄二
- おすみ： 平井岐代子
- おつぎ： 金剛麗子
- 栄太郎： 柳永二郎
- 久左衛門： 進藤英太郎
- 乳母： 小林叶江